# Гепатит C в Україні
Гепатит C в Україні

## Поширеність гепатиту С в Україні
В Україні інфіковано близько 3 % населення, проте достовірні статистичні дані відсутні. Враховуючи відсутність масштабного скринінгу і прихований епідемічний процес, більшість українських експертів вважає, що поширеність вірусного гепатиту С (ВГС) в Україні може становити 5–9 %.

## Підґрунтя стратегії лікування
Україна має сучасні клінічні протоколи лікування гепатиту, адаптовані до європейського зразка:
- затверджено Уніфікований клінічний протокол первинної, вторинної (спеціалізованої) медичної допомоги дорослим та дітям «Вірусний гепатит С»,
- прийнята Державна цільова програма профілактики, діагностики та лікування вірусних гепатитів на період до 2016 року.

Україна як країна-учасниця ВООЗ взяла участь у прийнятті в квітні 2014 року «Керівних настанов ВООЗ із скринінгу, догляду та лікування осіб із гепатитом С».

## Сьогоднішній стан проблеми
Станом на серпень 2016 офіційно на обліку в Україні перебувають 44 тис. хворих на гепатит С, яким необхідне лікування, проте лише 5 відсотків отримують ліки за державний кошт.
За оцінкою Державного закладу «УКРАЇНСЬКИЙ ЦЕНТР З КОНТРОЛЮ ТА МОНІТОРИНГУ ЗАХВОРЮВАНЬ МІНІСТЕРСТВА ОХОРОНИ ЗДОРОВ'Я УКРАЇНИ», яка спирається і на ґрунтовні дослідження епідеміологів ВООЗ та Європейського Союзу, про що озвучила БФ «Пацієнти України», хоча Україна належить до країн із середньою поширеністю цих інфекцій, але нині на першому місці серед країн Європи за темпами поширення гепатиту С. Стрімкий ріст ін'єкційної наркоманії, наявність у закладах охорони здоров'я зношеного, технічно застарілого дезінфекційного, стерилізаційного обладнання, яке не дозволяє належним чином забезпечити необхідний рівень дезінфекції та стерилізації виробів медичного призначення, створюють сприятливі передумови для подальшого росту захворюваності. В Україні майже 9—10 відсотків населення інфіковані вірусом гепатиту С. В Європейських країнах поширеність гепатиту С коливається від 0,13 до 3,26 відсотка. Ще одна проблема в тому, що офіційний реєстр хворих на гепатит С в Україні не ведеться і масштабний скринінг відсутній, проте, за оцінними даними експертів, майже 3,5 мільйона громадян страждають від цієї смертельно небезпечної хвороби.
Згідно з повідомленням ВООЗ з нагоди Всесвітнього Дня Гепатитів 2017 року Україна входить до 17 країн світу, у яких зафіксовано високий рівень поширеності хронічного гепатиту, переважно С, і на які припадає 70 % світового економічного тягарю цієї хвороби.

## Нові напрямки лікування в світі та їхня імплементація в Україні
Згідно повідомлення ВООЗ від 27 жовтня 2016 року, більше одного мільйона людей в країнах із низьким і середнім рівнем доходу були проліковані революційно новими ліками проти гепатиту С з моменту їх введення у фармакопею. Коли у 2013 році для лікування гепатиту С були схвалені противірусні препарати прямої дії, існували широко поширені побоювання, що їхня висока ціна поставить їх за межі досяжності для більше ніж 80 мільйонів людей, хворих на хронічний гепатит С в усьому світі. Ці нові ліки мають показник ефективності лікування більш ніж 95 %, менше побічних ефектів, ніж раніше доступні препарати рибавірину та пегільовані інтерферони, і ними можна повністю вилікувати хворобу протягом трьох місяців. Але при початковій розрахунковій ціні деяких з них у 85 000 доларів США вони були не по кишені більшості пацієнтів навіть у країнах з високим рівнем доходу. Завдяки серії стратегічних рішень щодо доступності ліків за підтримки Всесвітньої організації охорони здоров'я (ВООЗ) та інших партнерів, ряд країн з низьким і середнім рівнем доходів, в тому числі Аргентина, Бразилія, Єгипет, Грузія, Індонезія, Марокко, Нігерія, Пакистан, Філіппіни, Румунія, Руанда, Таїланд і Україна починають успішні спроби в процесі отримання ліків для пацієнтів, які їх потребують. Ці стратегічні напрямки включають в себе конкуренцію між непатентованими лікарськими засобами на основі ліцензійних угод, використання для їх виготовлення потужностей місцевого виробництва та цінових переговорів місцевих органів охорони здоров'я безпосередньо з виробниками цих ліків. Доповідь ВООЗ показує, що політична воля, громадянське суспільство, активна пропаганда лікування та переговори про ціноутворення допомагають створити умови для подальшого розширення обсягів лікування препаратами прямої противірусної дії, зокрема софосбувіром та даклатасвіром. Активна роль належить перемовинам із виробниками про зниження ціни препаратів. Наприклад, завдяки цьому ціна тримісячного лікування в Єгипті знизилася з 900 доларів США в 2014 році до менш ніж 200 в 2016 році.
У травні 2016 року на Всесвітній асамблеї охорони здоров'я, 194 країни прийняли першу в історії глобальну стратегію системи охорони здоров'я щодо вірусних гепатитів, погодившись виключити гепатит С як загрозу для громадської охорони здоров'я до 2030 року. Стратегія включає в себе мету забезпечити лікування 80 % людей, які потребують цього, до цієї дати.